# Racketball
Racketball is een racketsport die wordt gespeeld op een normale squashbaan. Racketball wordt hetzelfde gespeeld als squash, alleen wordt bij racketball een grotere bal en een korter racket (racquetballracket) gebruikt. De bal hoeft niet zoals bij squash opgewarmd te worden. Racketball is vooral in het Verenigd Koninkrijk erg populair.  
De grotere bal stuitert meer en zorgt ervoor dat de rally's langer duren. De tegenstander heeft meer tijd om te reageren op de bal. Het kortere racket maakt het bovendien makkelijker om de bal goed te slaan. Hierdoor is racketball makkelijker op te pakken dan andere racketsporten zoals tennis of squash.

## Geschiedenis
Racketball is een alternatief voor het Amerikaanse racquetball. In 1976 introduceerde Ian D.W. Wright racquetball in Engeland. Racquetball wordt gespeeld op een speciale racquetball baan die langer is dan een squashbaan. Om racquetball toch te kunnen spelen op de bestaande squash banen is de sport aangepast naar racketball. De racquetball bal is een zeer snelle bal, die op de 12,20 meter lange racquetballbaan wel snelheden tot over de 300 km/h kan halen. Op de kortere squashbaan van 9,75 meter zou dit te snel gaan, waardoor er bij racketball voor is gekozen om de bal groter te maken. Bij racketball wordt gespeeld met een racquetballracket.
Op 13 februari 1984 werd de Britisch Racketball Association opgericht. Op 1 december in hetzelfde jaar vonden de eerste officieuze Britse nationale racketball kampioenschappen plaats. In 1995 is de Britse bond gegroeid tot over de 30.000 spelers en 100 verenigingen. 
De Engelse versie van racketball wordt nu gespeeld in Maleisië, Australië, Nieuw-Zeeland, Zuid-Afrika, Bermuda, Frankrijk, Nederland, Zweden, Duitsland en andere landen waar zich squashbanen bevinden.